# Usakovszkoje
Usakovszkoje (oroszul: Ушaкoвcкoe) elhagyott lakatlan település Oroszország távol-keleti részén, azon belül Csukcsföld Vrangel-szigetén. A város nevét Georgij Usakov szovjet felfedezőről kapta.

## Történet

### Korai település
Csukcsföld szigetén ez volt a legnagyobb település, bár a szigeten máshol is próbálkoztak létrehozni lakóközösségeket. A 19. század végén Kanada és az Amerikai Egyesült Államok szerette volna megszerezni a Vrangel-sziget fennhatóságát annak ellenére, hogy az 1911-től Oroszországhoz tartozott. Az oroszországi polgárháború alatt is tettek erre erőfeszítéseket.
A lakatlan területre 1921-ben Vilhjálmur Stefansson által támogatott kanadai Allan Crawford által vezetett expedíció érkezett, akik az Egyesült Királyság nevében megpróbálták gyarmatosítani a területet. Azonban a mostoha körülmények miatt ez nem sikerült. Az élelmiszerkészleteik vészesen fogytak, hiszen nem voltak vadászati lehetőségek, ezért az expedíció visszahajózott a Csukcs-tengeren. A szigeten hagyták az expedíció egyik tagját Ada Blackjacket, aki két évig élt számkivetettként.
1922-ben, a kanadai miniszterelnök, William Lyon Mackenzie King hivatalosan bejelentette, hogy a brit korona részeként Kanada igény tart a Vrangel-szigetre. 1923-ban amerikai expedíció is érkezett, akik szintén igényt formáltak a sziget fennhatóságára.

### Szovjet fennhatóság
1924-ben válaszul a Szovjetunió odavezényelte a Vörös Október – jégtörőből átalakított – ágyúnaszádot azért, hogy végett vessen az amerikaiak és Stefansson területszerző próbálkozásainak. A szovjet kormány 1926-ban kijelentette, hogy ő gyakorolja a sziget felett a fennhatóságot. Georgij Usakov vezette expedíció 1926. augusztus 14-én körülbelül hatvan főt számláló csukcs és orosz lakóközösségből álló telepet hozott létre a szigeten. 1928-ban született meg Usakovszkojén az első gyermek P. I. Pavlov. Az első három év során hidrometeorológiai állomást üzemeltettek a szigeten. A településtől harminc kilométerre másik települést is létrehoztak Zvjozdnij néven (jelentése 'csillagos'). Ez lett az orosz légibázis, ami Misz Smidtával tartott fenn légihidat, amelyen keresztül szállítmányok érkezhettek a szigetre.

### Modern történelem
A település egészen 1970-ig fejlődött. Iskola, kultúrház, bolt, posta és kórház is működött és az áramellátás is biztosított volt az otthonokba. 1984-ben Georgij Usakov emlékére emlékművet emeltek és a lakosság száma folyamatosan nőtt, ekkor már körülbelül 180-an laktak itt.
A korai 1990-es évektől kezdve, 1994-ig a támogatások egyre csökkentek és ekkor jött utoljára nagyobb hajószállítmány üzemanyaggal és egyéb nélkülözhetetlen anyagokkal. A későbbiekben a rakományokat és a például a leveleket is helikopterrel szállították. A repülőbázis még az 1970-es években megszűnt, és a másik település, Zvjozdnij elhagyatottá vált. 1997-ben a lakosok úgy döntöttek, hogy végleg elhagyják a szigetet és áttelepednek Misz Smidtába. Usakovszkoje utolsó állandó lakosa, Vaszilina Alpaun volt, aki egy jegesmedvetámadás során meghalt 2003. október 13-án. Azóta nincs a településnek állandó lakosa.

## Fordítás
- Ez a szócikk részben vagy egészben  az   Ushakovskoye, Chukotka Autonomous Okrug című angol Wikipédia-szócikk ezen változatának fordításán alapul.  Az eredeti cikk szerkesztőit annak laptörténete sorolja fel. Ez a jelzés csupán a megfogalmazás eredetét és a szerzői jogokat jelzi, nem szolgál a cikkben szereplő információk forrásmegjelöléseként.